# インパルス・ラジオパニック
インパルス・ラジオパニック（IMPULSE RADIO PANIC）は2005年（平成17年）10月6日から2006年（平成18年）3月までの毎週木曜日20:00 - 20:30(JST)に放送していたニッポン放送のラジオ番組。

## パーソナリティ
- インパルス
  - 堤下敦
  - 板倉俊之

## 概要
インパルスにとって初のニッポン放送出演・レギュラーであり、冠番組でもあった。実はオールナイトニッポンも担当したいようだが、先輩番組（「めちゃ2イケてるッ!」）のメインであるナインティナインがパーソナリティをつとめている「ナインティナインのオールナイトニッポン」（木曜日・深夜25:00 - 27:00）が放送されているためパーソナリティの話が来ない。

## ネット局
- 茨城放送
- 栃木放送
- ラジオ沖縄

## コーナー
パニックメール
リスナーからのメールを紹介。
クイズ!堤下敦（2006年（平成18年）1月5日より「新・クイズ!堤下」）
電話出演した解答者リスナーに対し、板倉が堤下に関するクイズを3問出題。1問正解につき1000円、全問正解で3000円の賞金をプレゼント。問題の形式は毎週同じであり、1問目は「堤下の下の名前は?」、2問目は3択、そして3問目は堤下が芸能人の物真似を披露し、誰の物真似かを当てる、という風になっている。またクイズの後は、同じ数字を3つ並べると賞金が10倍（「新!-」からは8倍）になる「板倉スロットル」がある。なおスロットは、板倉本人によるスロットの音真似である。だが、放送開始からずっと板倉スロットルは当たることは無かったが放送が終了する3月には2回スロットが当たった。1回目は2倍の6000円（3000×2）、2回目は8倍の2万4000円（3000×8）という結果だった。ちなみに2回目に賞金が倍になった時が最終回だった。そして、いつも大体のリスナーは賞金獲得後に板倉から「その賞金で何買うの？」と聞かれるとほとんどがインパルスも出演しているはねとびのDVDを買うと言っていた。

## 関連番組
- はねるのトびら
- ドランクドラゴンのドラゴンアワー - この番組に続いて放送した番組